# Shingham
Shingham är en by i civil parish Beachamwell, i distriktet Breckland, i grevskapet Norfolk i England. Byn är belägen 7 km från Swaffham. Shingham var en civil parish fram till 1935 när blev den en del av Beachamwell. Civil parish hade 103 invånare år 1931. Byn nämndes i Domedagsboken (Domesday Book) år 1086, och kallades då Scingham.